# Ohmbach (Windeck)
Ohmbach ist eine Ortschaft der Gemeinde Windeck im Rhein-Sieg-Kreis, die im Westerwald liegt.

## Lage
Ohmbach liegt in einer Höhe von 235 m an einer Gemeindestraße zwischen Leuscheid und Herchen. Einziger näherer Nachbarort ist Reidershof (Ortsteil von Leuscheid) im Südosten.
Südlich von Ohmbach liegt der Heilbrunnen.

## Geschichte
Im Jahre 1218 wurde der Ort Ohmbach erstmalig urkundlich erwähnt. Damals noch unter dem Namen Othinbach. In der Urkunde wird ein Mann namens Theodericus aus Othinbach als Laienzeuge aufgeführt.
Im 17. Jahrhundert überlebte der Ohmbacher Hof sowohl den Angriff der Schweden im Dreißigjährigen Krieg (1618–1648) als auch die anschließende Pestwelle die das Leuscheider Land heimsuchte.
1910 wohnte hier nur der Schuster und Ackerer Johann Henkel.